# Augusta Blad
Augusta Blad (født 10. januar 1871 i København, død 9. november 1953 på Frederiksberg) var en dansk skuespillerinde.
Hun blev uddannet på Det kongelige Teaters elevskole (optaget i 1889) og debuterede på Det kongelige Teater i 1892 som Sophie i Adam Oehlenschlägers stykke Erik og Abel fra 1820. Fra 1894 til 1910 var hun på Dagmarteatret og derefter tilbage til Det kongelige Teater, hvor hun de næste fyrre år indtil 1950 og spillede sammen med mange af tidens største navne. Hun var især kendt for at være en fremragende Oehlenschläger-fortolker.
Hun filmdebuterede i 1911 hos Nordisk Film i den succesfulde film Ved Fængslets Port, som desuden også var filmstjernen Valdemar Psilanders debutfilm. Derefter var hun en af Nordisk Films mest fremtrædende skuespillerinder og medvirkede i over 30 stumfilm. Ofte havde hun roller som ældre kvinder og flere gange – som i debutfilmen – som Valdemar Psilanders mor. I 1917 fulgte hun med Psilander til hans nystartede filmselskab, som ved hans død kort tid efter blev overtaget af Olaf Fønss. I dette selskab medvirkede hun i fire stumfilm. Hun medvirkede desuden i en enkelt tonefilm: Sommerglæder fra 1940 – hvilket også var hendes sidste film.
Hun var datter af direktør Sigfred Blad (1835-1902) og Louise Dorothea Blad (pigenavn:, Rasmussen) (1837-1917). I december 1899 blev hun gift med skuespiller Anton Vilhelm Wiehe (1858-1916). Ægteskabet blev opløst igen allerede i 1904. Augusta Blad døde den 9. november 1953 og ligger begravet på Mariebjerg Kirkegård i Gentofte.
Hun modtog Ingenio et arti.

## Filmografi
- Det bødes der for (som Ida, von Bremers kone; instruktør August Blom, 1911)
- Ved Fængslets Port (som Etatsrådinde Metha Hellertz, enkefrue; instruktør August Blom, 1911)
- Det mørke Punkt (som Mammie Rose, lærerinde; instruktør August Blom, 1911)
- Gennem Kamp til Sejr (som Fru Juul, pastorens kone; instruktør Urban Gad, 1911)
- Det gamle Købmandshus (instruktør August Blom, 1912)
- Dødens Brud (som Etatsrådinde Beckert; instruktør August Blom, 1912)
- Guvernørens Datter (som Krakows kone; instruktør August Blom, 1912)
- Det berygtede Hus (som Enkefru Søholm; instruktør Urban Gad, 1912)
- Historien om en Moder (som adoptivmoderen; instruktør August Blom, 1912)
- Kommandørens Døtre (instruktør Leo Tscherning, 1912)
- Elskovs Magt (som Etatsrådinde Ström; instruktør August Blom, 1913)
- Fra Fyrste til Knejpevært (som den gamle fyrstinde; instruktør Holger-Madsen, 1913)
- Under Mindernes Træ (som Marietta Latour; instruktør Holger-Madsen, 1913)
- Broder mod Broder (som Enkefru Holm; instruktør Robert Dinesen, 1913)
- Manden med Kappen (instruktør Robert Dinesen, 1913)
- Elskovsleg (som Fru Adele Schroll; instruktør Holger-Madsen, August Blom, 1914)
- En stærkere Magt (som Ebba Kragh, koncertsangerinde, Ullas ven; instruktør Hjalmar Davidsen, 1914)
- Et Læreaar (instruktør August Blom, 1914)
- Ned med Vaabnene! (som Martha, grevens datter; instruktør Holger-Madsen, 1915)
- Evangeliemandens Liv (som Mrs. Redmond, Johns mor; instruktør Holger-Madsen, 1915)
- Kærlighedens Triumf (som Grevinde Montford; instruktør Holger-Madsen, 1915)
- Barnets Magt (som Suzanne, Florands hustru; instruktør Holger-Madsen, 1915)
- Filmens Datter (som Mrs. Scott, velhavende enkefrue; instruktør Hjalmar Davidsen, 1916)
- En Søns Kærlighed (som enkefru Mathilde Hildorf; instruktør Hjalmar Davidsen, 1916)
- Manden uden Fremtid (som Hertuginden af Westaby; instruktør Holger-Madsen, 1916)
- Penge (som Fru Caroline, Hamelins søster; instruktør Karl Mantzius, 1916)
- Gengældelsens Ret (som Aline Hemkirk, Cornelius' kone; instruktør Fritz Magnussen, 1917)
- Du skal ære - (som Fru Steners; instruktør Fritz Magnussen, 1918)
- Dommens Dag (som Helene, Armins kone; instruktør Fritz Magnussen, 1918)
- Livets Stormagter (som Ingos mor; instruktør Alfred Cohn, 1918)
- Præsten fra Havet (som Mor Britta; instruktør Fritz Magnussen, 1918)
- Mod Lyset (som Enkegrevinde Prosca; instruktør Holger-Madsen, 1919)
- Rytterstatuen (som Frederiks mor; instruktør A.W. Sandberg, 1919)
- Sommerglæder (som fru Fryant; instruktør Svend Methling, 1940)